# Избегавање удара астероида
Избегавање удара астероида обухвата методе којима би се објекти близу Земље (NEO) на потенцијалној путањи судара са Земљом могли скренути, спречавајући деструктивне ударне догађаје. Удар довољно великог астероида или другог NEO објекта изазвао би, у зависности од локације удара, масивне цунамије или вишеструке ватрене олује, као и ударну зиму узроковану ефектом блокирања сунчеве светлости великим количинама прашине од стена и других остатака избачених у стратосферу. Сматра се да је судар пре 66 милиона година између Земље и објекта широког око 10 kilometres (6 miles) створио кратер Чикшулуб и покренуо Кредно-палеогенско изумирање, за које научна заједница сматра да је проузроковало изумирање свих не-птичјих диносауруса.
Иако су шансе за велики судар у блиској будућности мале, готово је сигурно да ће се један такав догодити уколико се не предузму одбрамбене мере. Астрономски догађаји — као што су удари комете Шумејкер-Леви 9 у Јупитер и метеор из Чељабинска 2013. године, заједно са растућим бројем откривених и каталогизованих објеката близу Земље на табели ризика Сентри — поново су привукли пажњу на овакве претње. Популарност филма Не гледај горе из 2021. године помогла је у подизању свести о могућности избегавања NEO објеката. Свест о претњи нагло је расла током последњих неколико деценија, али је потребно урадити много више пре него што се човечанство може осећати адекватно заштићеним од потенцијално катастрофалног удара астероида.
Године 2016. научник из НАСА-е упозорио је да Земља није спремна за такав догађај. У априлу 2018. Фондација B612 је известила: „100 посто је сигурно да ћемо бити погођени разорним астероидом, али нисмо 100 посто сигурни када.” Такође 2018. године, физичар Стивен Хокинг је у својој последњој књизи, Краткi одговори на велика питања, сматрао удар астероида највећом претњом планети.
Описано је неколико начина за избегавање удара астероида. Постоје два основна начина: модификовати путању објекта тако да се не судари са Земљом, или модификовати објекат разбијањем како резултујући фрагменти не би ударили у Земљу, или како би њихова мања величина смањила опасност коју представљају за Земљу. Ипак, у марту 2019. године, научници су известили да би астероиде могло бити много теже уништити него што се раније мислило. Астероид се може поново саставити под утицајем гравитације након што је разбијен. У мају 2021. године, астрономи НАСА-е известили су да би могло бити потребно 5 до 10 година припреме како би се избегао виртуелни импактор, на основу симулационе вежбе спроведене на Конференцији о планетарној одбрани 2021. године.
Године 2022. НАСА-ина летелица DART ударила је у Диморфос, смањивши орбитални период овог астероидног сателита за 32 минута. Ова мисија представља први успешан покушај скретања астероида. Кина планира да 2027. године лансира мисију скретања ка објекту близу Земље 2015 XF261, а удар се процењује за април 2029. године.

## Напори за скретање
Према сведочењу стручњака у Конгресу Сједињених Држава 2013. године, НАСА-и би било потребно најмање пет година припреме пре него што би мисија за пресретање астероида могла бити лансирана. У јуну 2018. године, амерички Национални савет за науку и технологију упозорио је да су Сједињене Државе неспремне за удар астероида и развио је и објавио „Национални акциони план за припрему за објекте близу Земље” како би се боље припремиле. Већина напора за скретање великог објекта захтева упозорење од годину до неколико деценија, што омогућава време за припрему и извођење пројекта за избегавање судара, пошто још увек није развијен познати хардвер за планетарну одбрану. Процењено је да је потребна промена брзине од само .035 m/s ÷ t (где је t број година до потенцијалног удара) да би се успешно скренуло тело на директној путањи судара. Стога, за велики број година пре удара, потребне су много мање промене брзине. На пример, процењено је да постоји велика шанса да астероид 99942 Апофис прође поред Земље 2029. године са вероватноћом од 10−4 да се врати на путању удара 2035. или 2036. године. Тада је утврђено да би се скретање са ове потенцијалне повратне путање, неколико година пре проласка, могло постићи променом брзине реда величине 10−6m/s.
НАСА-ин Double Asteroid Redirection Test (DART), прва светска мисија пуног обима за тестирање технологије за одбрану Земље од потенцијалних опасности од астероида или комета, лансирана је на ракети Falcon 9 компаније SpaceX са лансирног комплекса 4 исток у бази свемирских снага Ванденберг у Калифорнији.
Удар астероида пречника 10 km (6 mi) на Земљу историјски је изазивао изумирање због катастрофалне штете на биосфери. Такође постоји претња од комета које улазе у унутрашњи Сунчев систем. Брзина удара дугопериодичне комете вероватно би била неколико пута већа од брзине астероида близу Земље, чинећи њен удар много деструктивнијим; поред тога, време упозорења вероватно не би било дуже од неколико месеци. Удари објеката малих као 50 m (160 ft) у пречнику, који су много чешћи, историјски су изузетно деструктивни на регионалном нивоу (погледати Кратер Баринџер).
Откривање састава материјала објекта такође је корисно пре доношења одлуке о томе која је стратегија одговарајућа. Мисије попут сонде Deep Impact из 2005. и летелице Розета пружиле су вредне информације о томе шта се може очекивати. У октобру 2022. предложена је метода за мапирање унутрашњости потенцијално проблематичног астероида како би се одредило најбоље подручје за удар.

### Историја владиних мандата у САД
Напори у предвиђању удара астероида концентрисали су се на методу прегледа. Радионица о пресретању објеката близу Земље, коју је 1992. године спонзорисала НАСА и која је одржана у Националној лабораторији Лос Аламос, оцењивала је питања везана за пресретање небеских тела која би могла погодити Земљу. У извештају НАСА-и из 1992. године, препоручен је координисани програм Spaceguard за откривање, верификацију и праћење астероида који пресецају Земљину путању. Очекивало се да ће овај програм открити 90% ових објеката већих од једног километра у року од 25 година. Три године касније, други извештај НАСА-е препоручио је програме претраге који би открили 60–70% краткопериодичних објеката близу Земље већих од једног километра у року од десет година и постигли 90% комплетности у наредних пет година.
Године 1998. НАСА је формално прихватила циљ да до 2008. године пронађе и каталогизује 90% свих објеката близу Земље (NEO) пречника 1 км или већег, који би могли представљати ризик од судара са Земљом. Мера од 1 км пречника изабрана је након темељног проучавања које је показало да би удар објекта мањег од 1 км могао изазвати значајну локалну или регионалну штету, али је мало вероватно да ће изазвати светску катастрофу. Удар објекта много већег од 1 км у пречнику могао би довести до светске штете, па чак и до изумирања људске врсте. Ова обавеза НАСА-е резултирала је финансирањем бројних напора за претрагу NEO објеката, који су постигли значајан напредак ка циљу од 90% до 2008. године. Међутим, откриће неколико NEO објеката пречника отприлике 2 до 3 километра 2009. године (нпр. 2009 CR2, 2009 HC82, 2009 KJ, 2009 MS и 2009 OG) показало је да још увек има великих објеката које треба открити.
Амерички представник Џорџ Е. Браун Млађи (D-CA) цитиран је како изражава подршку пројектима планетарне одбране у Air & Space Power Chronicles, рекавши: „Ако једног дана у будућности откријемо, знатно унапред, да ће астероид довољно велик да изазове масовно изумирање ударити у Земљу, а затим променимо путању тог астероида тако да нас не погоди, то ће бити једно од најважнијих достигнућа у целој људској историји.” Због дугогодишње посвећености конгресмена Брауна планетарној одбрани, предлог закона Представничког дома САД, H.R. 1022, назван је у његову част: Закон Џорџа Е. Брауна Млађег о прегледу објеката близу Земље. Овај предлог закона „да се обезбеди програм за преглед објеката близу Земље ради откривања, праћења, каталогизације и карактеризације одређених астероида и комета близу Земље” представио је у марту 2005. године представник Дејна Рорабакер (R-CA). На крају је уврштен у S.1281, NASA Authorization Act of 2005, који је Конгрес усвојио 22. децембра 2005. године, а затим га је председник потписао, и у којем се, између осталог, наводи:
Конгрес САД је изјавио да опште благостање и безбедност Сједињених Држава захтевају да се јединствена компетенција НАСА-е усмери на откривање, праћење, каталогизацију и карактеризацију астероида и комета близу Земље како би се обезбедило упозорење и ублажавање потенцијалне опасности од таквих објеката близу Земље за Земљу. Администратор НАСА-е ће планирати, развити и спровести програм за преглед објеката близу Земље како би открио, пратио, каталогизовао и карактеризовао физичке карактеристике објеката близу Земље једнаких или већих од 140 метара у пречнику како би се проценила претња таквих објеката за Земљу. Циљ програма прегледа биће постизање 90% комплетности свог каталога објеката близу Земље (на основу статистички предвиђених популација објеката близу Земље) у року од 15 година од датума доношења овог закона. Администратор НАСА-е ће Конгресу доставити, најкасније годину дана након доношења овог закона, почетни извештај који садржи следеће: (А) Анализу могућих алтернатива које НАСА може применити за спровођење програма прегледа, укључујући земаљске и свемирске алтернативе са техничким описима. (Б) Препоручену опцију и предложени буџет за спровођење програма прегледа у складу са препорученом опцијом. (Ц) Анализу могућих алтернатива које би НАСА могла применити за скретање објекта на вероватној путањи судара са Земљом.
Резултат ове директиве био је извештај представљен Конгресу почетком марта 2007. године. Ово је била студија Анализа алтернатива (AoA) коју је водио НАСА-ин програм за анализу и евалуацију (PA&E) уз подршку спољних консултаната, укључујући Aerospace Corporation, NASA Langley Research Center (LaRC) и SAIC.

### Текући пројекти
Центар за мале планете у Кембриџу, Масачусетс, каталогизује орбите астероида и комета од 1947. године. Недавно су му се придружили програми који се специјализују за лоцирање објеката близу Земље (NEO), од којих су многи (почетком 2007. године) финансирани од стране НАСА-ине канцеларије за програм објеката близу Земље као део њиховог програма Спејсгард. Један од најпознатијих је LINEAR који је почео са радом 1996. године. До 2004. LINEAR је откривао десетине хиљада објеката сваке године и био је одговоран за 65% свих нових открића астероида. LINEAR користи два телескопа од једног метра и један телескоп од пола метра са седиштем у Новом Мексику.
Програм Каталина скај сурвеј (CSS) спроводи се у Стјуардовој опсерваторији на станици Каталина, која се налази у близини Тусона, Аризона, у Сједињеним Државама. Користи два телескопа, телескоп од 15 m (590 in) f/2 на врху планине Маунт Лемон, и 68 cm (27 in) f/1.7 Шмитову камеру у близини Маунт Бигелоуа (оба у области Тусона, Аризона). Године 2005. CSS је постао најпродуктивнији програм за претрагу NEO објеката, надмашивши Lincoln Near-Earth Asteroid Research (LINEAR) у укупном броју откривених NEO и потенцијално опасних астероида сваке године од тада. CSS је открио 310 NEO објеката 2005. године, 396 у 2006, 466 у 2007, а 2008. године пронађено је 564 NEO објеката.
Спејсвоч, који користи телескоп од 90 cm (35 in) смештен у опсерваторији Кит Пик у Аризони, ажуриран аутоматском опремом за усмеравање, снимање и анализу како би претраживао небо за уљезима, основали су 1980. године Том Герелс и Роберт С. Макмилан из Лунарне и планетарне лабораторије Универзитета у Аризони у Тусону, а сада га води Макмилан. Пројекат Спејсвоч је набавио телескоп од 18 m (710 in), такође на Кит Пику, за лов на NEO објекте, и опремио је стари телескоп од 90 центиметара побољшаним системом за електронско снимање са много већом резолуцијом, побољшавајући његову способност претраживања.
Други програми за праћење објеката близу Земље укључују Near-Earth Asteroid Tracking (NEAT), Lowell Observatory Near-Earth-Object Search (LONEOS), Campo Imperatore Near-Earth Object Survey (CINEOS), Јапанско удружење Спејсгард, и Asiago-DLR Asteroid Survey. Pan-STARRS је завршио изградњу телескопа 2010. године и сада активно посматра.
Asteroid Terrestrial-impact Last Alert System, који је сада у функцији, спроводи честе прегледе неба са циљем каснијег откривања астероида на путањи судара. То би било прекасно за скретање, али ипак на време за евакуацију и припрему погођеног региона Земље.
Још један пројекат, подржан од стране Европске уније, је NEOShield, који анализира реалне опције за спречавање судара NEO објекта са Земљом. Њихов циљ је да обезбеде дизајне тест-мисија за изводљиве концепте ублажавања последица NEO објеката. Пројекат посебно наглашава два аспекта. Први је фокус на технолошком развоју основних техника и инструмената потребних за вођење, навигацију и контролу (GNC) у непосредној близини астероида и комета. Ово ће, на пример, омогућити погађање таквих тела летелицом-кинетичким импактором велике брзине и њихово посматрање пре, током и после покушаја ублажавања, нпр. за одређивање и праћење орбите. Други се фокусира на прецизирање карактеризације објеката близу Земље (NEO). Штавише, NEOShield-2 ће вршити астрономска посматрања NEO објеката како би се побољшало разумевање њихових физичких својстава, концентришући се на мање величине које су од највећег значаја за сврхе ублажавања, и како би се идентификовали додатни објекти погодни за мисије физичке карактеризације и демонстрације скретања NEO објеката.
„Спејсгард” је назив за ове лабаво повезане програме, од којих неки добијају средства од НАСА-е како би испунили захтев Конгреса САД да се до 2008. године открије 90% астероида близу Земље пречника преко 1 км. Студија НАСА-е из 2003. године о наставку програма предлаже трошење 250–450 милиона америчких долара за откривање 90% свих астероида близу Земље пречника 140 m (460 ft) и већих до 2028. године.
У октобру 2013. године, Комитет Уједињених нација за мирољубиво коришћење свемира одобрио је неколико мера за суочавање са ударима астероида на Земљу, укључујући стварање Међународне мреже за упозоравање на астероиде (IAWN) која би деловала као централа за размену информација о опасним астероидима и за било какве будуће догађаје удара на Земљу који буду идентификовани. Саветодавна група за планирање свемирских мисија (SMPAG) требало би да координира заједничке студије о технологијама за мисије скретања, као и да надгледа саме мисије. Ово је због тога што мисије скретања обично укључују постепено померање предвиђене тачке удара астероида преко површине Земље (а такође и преко територија неукључених земаља) док NEO не буде скренут или испред или иза планете на тачки где се њихове орбите укрштају. Генерална скупштина УН је својом резолуцијом 68/75 од 16. децембра 2013. подржала оснивање IAWN-а. Главни задатак IAWN-а је да упозори на могућу претњу од удара ако су испуњени следећи критеријуми: вероватноћа удара >1% у наредних 20 година, за објекат већи од око 10 метара. Број познатих NEO објеката био је 34.274 на дан 30. јануара 2024. године, са 2.395 познатих астероида чије их орбите доводе на мање од 8 милиона километара од Земљине орбите и са пречницима већим од око 140 м. Ипак, процењује се да је до сада пронађено само око 44% NEO објеката тог распона величине.
NEODyS је онлајн база података познатих NEO објеката.

#### Мисија Сентинел
Фондација B612 је приватна непрофитна фондација са седиштем у Сједињеним Државама, посвећена заштити Земље од удара астероида. Воде је углавном научници, бивши астронаути и инжењери са Институт за напредне студије, Југозападни истраживачки институт, Универзитет Станфорд, НАСА-е и свемирске индустрије.
Као невладине организације, спровела је две линије повезаних истраживања како би помогла у откривању NEO објеката који би једног дана могли ударити у Земљу и пронашла технолошка средства за скретање њихове путање како би се избегли такви судари. Циљ фондације био је да дизајнира и изгради приватно финансиран свемирски телескоп за проналажење астероида, Сентинел, који је требало да буде лансиран 2017–2018. године. Међутим, пројекат је отказан 2015. године. Да је Сентинелов инфрацрвени телескоп био паркиран у орбити сличној орбити Венере, помогао би у идентификацији претећих NEO објеката каталогизацијом 90% оних са пречником већим од 140 m (460 ft), као и прегледом мањих објеката Сунчевог система. Подаци које би Сентинел прикупио помогли би у идентификацији астероида и других NEO објеката који представљају ризик од судара са Земљом, тако што би били прослеђени мрежама за размену научних података, укључујући НАСА-у и академске институције као што је Центар за мале планете. Фондација такође предлаже скретање потенцијално опасних NEO објеката употребом гравитационих трактора како би се њихове путање скренуле од Земље, концепт који је ко-измислио извршни директор организације, физичар и бивши астронаут НАСА-е Ед Лу.

### Будући пројекти
Orbit@home намерава да обезбеди ресурсе за дистрибуирано рачунарство ради оптимизације стратегије претраге. Дана 16. фебруара 2013. године, пројекат је заустављен због недостатка средстава из грантова. Међутим, 23. јула 2013. године, пројекат orbit@home је изабран за финансирање од стране НАСА-иног програма за посматрање објеката близу Земље и требало је да настави са радом почетком 2014. године. Од 13. јула 2018. године, пројекат је офлајн према његовом веб-сајту.
Опсерваторија Вера Ц. Рубин, очекује се да ће започети свеобухватан, десетогодишњи преглед високе резолуције почевши од јесени 2025. године.

### Детекција из свемира
Дана 8. новембра 2007. године, Пододбор за свемир и аеронаутику Представничког дома САД одржао је саслушање како би испитао статус НАСА-иног програма за преглед објеката близу Земље. Званичници НАСА-е предложили су могућност коришћења Wide-field Infrared Survey Explorer.
WISE је прегледао небо у инфрацрвеном опсегу са веома високом осетљивошћу. Астероиди који апсорбују сунчево зрачење могу се посматрати кроз инфрацрвени опсег. Коришћен је за откривање NEO објеката, поред обављања својих научних циљева. Пројектује се да би WISE могао открити 400 NEO објеката (отприлике два процента процењене популације NEO објеката од интереса) током једногодишње мисије. NEOSSat, сателит за надзор објеката близу Земље, је микросателит који је у фебруару 2013. лансирала Канадска свемирска агенција (CSA) и који ће трагати за NEO објектима у свемиру. Штавише, Near-Earth Object WISE (NEOWISE), проширење мисије WISE, почело је у септембру 2013. (у свом другом проширењу мисије) да трага за астероидима и кометама близу Земљине орбите.

### Deep Impact
Истраживање објављено у издању часописа Nature од 26. марта 2009. године, описује како су научници успели да идентификују астероид у свемиру пре него што је ушао у Земљину атмосферу, омогућавајући рачунарима да одреде његово подручје порекла у Сунчевом систему, као и да предвиде време и локацију доласка његових преживелих делова на Земљу. Астероид пречника четири метра, назван 2008 TC3, првобитно је примећен аутоматизованим телескопом Каталина скај сурвеј 6. октобра 2008. године. Прорачуни су тачно предвидели да ће ударити 19 сати након открића у Нубијској пустињи на северу Судана.
Идентификован је низ потенцијалних претњи, као што је 99942 Апофис (раније познат по својој привременој ознаци 2004 MN4), који је 2004. године привремено имао вероватноћу удара од око 3% за 2029. годину. Додатна посматрања су ову вероватноћу смањила на нулу.

### Double Asteroid Redirection Test
Дана 26. септембра 2022. године, DART је ударио у Диморфос, смањивши орбитални период овог малог планетног месеца за 32 минута. Ова мисија је била први успешан покушај скретања астероида.

### Мисија скретања астероида 2019 VL5
Године 2025. кинеска CNSA намерава да лансира мисију скретања ка објекту близу Земље 2019 VL5, астероиду широком 30 метара. Мисија ће бити лансирана на ракети Дуги марш 3Б и носиће и импактор и посматрачку летелицу.

## Образац израчунавања вероватноће удара
Елипсе на дијаграму десно показују предвиђени положај примера астероида при најближем прилазу Земљи. У почетку, са само неколико посматрања астероида, елипса грешке је веома велика и укључује Земљу. Даљим посматрањима елипса грешке се смањује, али и даље укључује Земљу. Ово повећава предвиђену вероватноћу удара, пошто Земља сада покрива већи део подручја грешке. На крају, још више посматрања (често радарских посматрања, или откриће претходног виђења истог астероида на архивским сликама) смањује елипсу откривајући да је Земља изван подручја грешке, и вероватноћа удара је близу нуле.
За астероиде који су заиста на путу да погоде Земљу, предвиђена вероватноћа удара наставља да расте како се врши више посматрања. Овај сличан образац отежава разликовање између астероида који ће се само приближити Земљи и оних који ће је заиста погодити. То заузврат отежава одлуку када треба подићи узбуну, јер стицање веће сигурности захтева време, што смањује време доступно за реакцију на предвиђени удар. Међутим, прерано подизање узбуне носи опасност од изазивања лажне узбуне и стварања ефекта дечака који је викао вук ако астероид заправо промаши Земљу.

## Стратегије избегавања судара
Трошкови, ризик од неуспеха, сложеност, технолошка спремност и укупне перформансе су важни компромиси приликом разматрања стратегија за избегавање судара. Методе се могу разликовати према врсти ублажавања (скретање или фрагментација), извору енергије (кинетички, електромагнетни, гравитациони, соларни/термални или нуклеарни) и стратегији приступа (пресретање, састанак, или удаљена станица).
Стратегије се деле на две основне групе: фрагментацију и одлагање. Фрагментација се концентрише на то да се импактор учини безопасним тако што се фрагментира и фрагменти расипају тако да промаше Земљу или су довољно мали да изгоре у атмосфери. Одлагање користи чињеницу да су и Земља и импактор у орбити. До удара долази када обоје стигну у исту тачку у простору у исто време, или тачније када се нека тачка на површини Земље пресече са орбитом импактора када импактор стигне. Пошто је Земља пречника отприлике 12,750 km (7,922 mi) и креће се брзином од приближно 30 km/s (19 mi/s) у својој орбити, она прелази раздаљину једног планетарног пречника за око 425 секунди, или нешто више од седам минута. Одлагање, или убрзавање доласка импактора за оволико времена може, у зависности од тачне геометрије удара, проузроковати да промаши Земљу.
Стратегије избегавања судара се такође могу посматрати као директне или индиректне, и по томе колико брзо преносе енергију на објекат. Директне методе, као што су нуклеарни експлозиви или кинетички импактори, брзо пресрећу путању болида. Директне методе су пожељније јер су генерално јефтиније у смислу времена и новца. Њихови ефекти могу бити тренутни, чиме се штеди драгоцено време. Ове методе би функционисале за претње са кратким и дугим роком упозорења, и најефикасније су против чврстих објеката који се могу директно гурнути, али у случају кинетичких импактора, нису веома ефикасне против великих, лабаво повезаних гомила крша. Индиректне методе, као што су гравитациони трактори, постављање ракета или масовних избацивача, много су спорије. Оне захтевају путовање до објекта, промену курса до 180 степени за свемирски састанак, а затим много више времена за промену путање астероида таман толико да промаши Земљу.
Сматра се да су многи NEO објекти „летеће гомиле крша“ које су лабаво повезане гравитацијом, и покушај скретања кинетичким импактором величине типичне летелице могао би само разбити објекат или га фрагментирати без довољне промене његове путање. Ако се астероид разбије на фрагменте, сваки фрагмент већи од 35 m (115 ft) у пречнику не би изгорео у атмосфери и сам би могао ударити у Земљу. Праћење хиљада фрагмената сличних сачми који би могли настати из такве експлозије био би веома застрашујући задатак, иако би фрагментација била пожељнија од нечињења ничега и допуштања да веће тело крша, које је аналогно пројектилу са воском, удари у Земљу. У симулацијама Cielo спроведеним 2011–2012. године, у којима су брзина и количина испоручене енергије биле довољно високе и усклађене са величином гомиле крша, као што је након прилагођене нуклеарне експлозије, резултати су показали да фрагменти астероида, створени након што се импулс енергије испоручи, не би представљали претњу поновног спајања (укључујући и оне облика астероида Итокава), већ би брзо постигли брзину бекства од свог матичног тела (која за Итокаву износи око 0.2 m/s) и стога се удаљили од путање удара у Земљу.

### Нуклеарни експлозивни уређај
Активирање нуклеарног експлозивног уређаја са близинским упаљачем изнад, са ударним упаљачем на, или благо испод површине претећег небеског тела је потенцијална опција за скретање, при чему оптимална висина детонације зависи од састава и величине објекта. Није потребно да се цео NEO објекат испари како би се ублажила претња од удара. У случају долазеће претње од „гомиле крша“, предложена је конфигурација са одстојањем, односно висином детонације изнад површине, као средство за спречавање потенцијалног фрактурирања гомиле крша. Енергетски неутрони и меки рендгенски зраци ослобођени детонацијом, који не продиру значајно у материју, претварају се у топлоту при сусрету са површинском материјом објекта, аблативно испаравајући све директно видљиве површине објекта до плитке дубине, претварајући површински материјал који загрева у избачени материјал, и, аналогно избаченом материјалу из издувних гасова хемијског ракетног мотора, мењајући брзину, или „гурајући“, објекат са курса реакцијом, према трећем Њутновом закону, при чему избачени материјал иде у једном смеру, а објекат се покреће у другом. У зависности од енергије експлозивног уређаја, резултујући ефекат ракетног издува, створен великом брзином испарене масе избаченог материјала астероида, заједно са малим смањењем масе објекта, произвео би довољну промену у орбити објекта да промаши Земљу.
Предложена је мисија за ублажавање последица астероида хипербрзином за хитне реакције (HAMMER). Иако до 2023. године није било ажурирања у вези са HAMMER-ом, НАСА је објавила своју редовну Стратегију и акциони план за планетарну одбрану за 2023. годину. У њој НАСА признаје да је кључно наставити проучавање потенцијала нуклеарне енергије у скретању или уништавању астероида. Ово је зато што је то тренутно једина опција за одбрану ако научници не би били свесни астероида у року од неколико месеци или година, у зависности од брзине астероида. У извештају се такође наводи да је потребно спровести истраживање о правним и политичким импликацијама ове теме.

#### Приступ са одстојања
Ако је објекат веома велик, али је и даље лабаво повезана гомила крша, решење је детонирати један или серију нуклеарних експлозивних уређаја поред астероида, на висини од 20 m (66 ft) или већој изнад његове површине, како се не би фрактурисао потенцијално лабаво повезан објекат. Под условом да се ова стратегија са одстојања спроведе довољно унапред, сила од довољног броја нуклеарних експлозија би променила путању објекта довољно да се избегне удар, према рачунарским симулацијама и експерименталним доказима из метеорита изложених термалним рендгенским импулсима Z-машине.
Године 1967, постдипломци под вођством професора Пола Сандорфа на МИТ-у добили су задатак да осмисле метод за спречавање хипотетичког удара астероида 1566 Икар на Земљу за 18 месеци. Икар је астероид широк 14 km-wide (8,7 mi) који редовно прави блиске проласке поред Земље, понекад и на удаљености од 16 лунарних дистанци. Да би се задатак остварио у предвиђеном року и са ограниченим знањем о саставу астероида, осмишљен је систем са променљивим одстојањем. Ово би користило неколико модификованих ракета Сатурн V послатих на пресретачке курсеве и стварање неколико нуклеарних експлозивних уређаја у опсегу енергије од 100 мегатона — случајно, исто као и максимална снага совјетске Цар-бомбе да је коришћен уранијумски тампер — као користан терет сваке ракете. Студија дизајна је касније објављена као Пројекат Икар и послужила је као инспирација за филм Метеор из 1979. године.
Анализа НАСА-е о алтернативама за скретање, спроведена 2007. године, навела је:
Нуклеарне експлозије са одстојања процењују се као 10–100 пута ефикасније од ненуклеарних алтернатива анализираних у овој студији. Друге технике које укључују површинску или подземну употребу нуклеарних експлозива могу бити ефикасније, али носе повећан ризик од фрактурирања циљног NEO објекта. Такође носе веће ризике развоја и операција.
Исте године, НАСА је објавила студију у којој се за астероид Апофис (пречника око 300 m (980 ft)) претпостављало да има много мању густину гомиле крша (1.500 kg/m3 (94 lb/cu ft)) и стога мању масу него што се сада зна, и у студији се претпоставља да је на путањи удара са Земљом за 2029. годину. Под овим хипотетичким условима, извештај утврђује да би „Cradle летелица“ била довољна да га скрене са путање удара. Ова концептуална летелица садржи шест Б83 физичких пакета, сваки подешен на максималну снагу од 1,2 мегатоне, повезаних заједно и подигнутих Арес V ракетом негде 2020-их година, при чему је сваки Б83 подешен да детонира изнад површине астероида на висини од 100 m (330 ft) („1/3 пречника објекта“ као одстојање), један за другим, са једночасовним интервалима између сваке детонације. Резултати ове студије су показали да једнократна примена ове опције „може скренути NEO објекте пречника [100—500 m (330—1.640 ft)] две године пре удара, и веће NEO објекте са најмање пет година упозорења“. Ове цифре ефикасности аутори сматрају „конзервативним“, а узета је у обзир само термална рендгенска емисија Б83 уређаја, док је загревање неутронима занемарено ради лакшег израчунавања.
Истраживање објављено 2021. године указало је на чињеницу да би за ефикасну мисију скретања било потребно значајно време упозорења, идеално неколико година или више. Што је више времена за упозорење, то ће бити потребно мање енергије да се астероид скрене таман толико да се путања прилагоди и избегне Земљу. Студија је такође нагласила да скретање, за разлику од уништења, може бити сигурнија опција, јер постоји мања вероватноћа да ће остаци астероида пасти на површину Земље. Истраживачи су предложили да је најбољи начин за скретање астероида прилагођавање излазне енергије неутрона у нуклеарној експлозији.

#### Површинска и подземна употреба
Године 2011, директор Центра за истраживање скретања астероида на Универзитету државе Ајова, др Бонг Ви (који је раније објављивао студије о скретању кинетичким импакторима), почео је да проучава стратегије које би се могле носити са објектима пречника 50 to 500 m-diameter (200—1.600 ft) када је време до удара у Земљу мање од годину дана. Закључио је да су, за обезбеђивање потребне енергије, нуклеарна експлозија или други догађај који може испоручити исту снагу, једине методе које могу деловати против веома великог астероида у овим временским оквирима.
Овај рад је резултирао стварањем концептуалног Хипербрзинског возила за пресретање астероида (Hypervelocity Asteroid Intercept Vehicle, HAIV), које комбинује кинетички импактор за стварање почетног кратера за накнадну подземну нуклеарну детонацију унутар тог почетног кратера, што би генерисало висок степен ефикасности у претварању нуклеарне енергије ослобођене у детонацији у погонску енергију за астероид.
Сличан предлог би користио нуклеарни уређај који детонира на површини уместо кинетичког импактора за стварање почетног кратера, а затим би се кратер користио као ракетна млазница за усмеравање накнадних нуклеарних детонација.
Ви је тврдио да су рачунарски модели на којима је радио показали могућност да се астероид широк 300-metre-wide (980-foot) уништи помоћу једног HAIV-а са временом упозорења од 30 дана. Додатно, модели су показали да би мање од 0,1% остатака астероида стигло до површине Земље. Од 2014. године било је мало значајних ажурирања од Вија и његовог тима у вези са истраживањем.
Од 2015. године, Ви сарађује са данским Пројектом хитне одбране од астероида (EADP), који намерава да прикупи довољно средстава за пројектовање, изградњу и складиштење ненуклеарне HAIV летелице као планетарног осигурања. За претеће астероиде који су превелики или преблизу удара у Земљу да би се ефикасно скренули ненуклеарним HAIV приступом, предвиђено је да се користе нуклеарни експлозивни уређаји (са 5% експлозивне снаге у односу на оне који се користе за стратегију са одстојања), под међународним надзором, када се појаве услови који то захтевају.
Студија објављена 2020. године указала је да ненуклеарни кинетички удар постаје мање ефикасан што је астероид већи и ближи. Међутим, истраживачи су покренули модел који је сугерисао да би нуклеарна детонација близу површине астероида, дизајнирана да једну страну астероида прекрије рендгенским зрацима, била ефикасна. Када рендгенски зраци прекрију једну страну астероида у програму, енергија би покренула астероид у жељеном смеру. Водећи истраживач студије, Дејв Дирборн, рекао је да нуклеарни удар нуди већу флексибилност од ненуклеарног приступа, јер се излазна енергија може прилагодити специфично величини и локацији астероида.

#### Могућност скретања комете
Након удара комете Шумејкер-Леви 9 у Јупитер 1994. године, Едвард Телер је, на састанку радионице о планетарној одбрани 1995. године у Националној лабораторији Лоренс Ливермор (LLNL), предложио колективу америчких и руских бивших дизајнера оружја из Хладног рата да сарађују на дизајну нуклеарног експлозивног уређаја од једне гигатоне, што би било еквивалентно кинетичкој енергији астероида пречника one km-diameter (0,6 mi). Теоријски уређај од једне гигатоне тежио би око 25–30 тона, довољно лаган да га подигне ракета Енергија. Могао би се користити за тренутно испаравање астероида од једног километра, скретање путања астероида ELE-класе (већих од 10 km (6,2 mi) у пречнику) уз кратко обавештење од неколико месеци. Са обавештењем од годину дана, и на локацији пресретања не ближе од Јупитера, могао би се носити и са још ређим краткопериодичним кометама које могу доћи из Кајперовог појаса и проћи поред Земљине орбите у року од две године. За комете ове класе, са максималним процењеним пречником од 100 km (60 mi), Хирон је служио као хипотетичка претња.
Године 2013, сродне Националне лабораторије САД и Русије потписале су споразум који укључује намеру сарадње на одбрани од астероида. Споразум је требало да допуни Нови СТАРТ, али је Русија суспендовала своје учешће у споразуму 2023. године. Од априла 2023. године, није било званичног ажурирања из Беле куће или Москве о томе како ће суспендовано учешће Русије утицати на суседне споразуме.

#### Садашња способност
Крајем 2022. године, највероватнија и најефикаснија метода за скретање астероида не укључује нуклеарну технологију. Уместо тога, укључује кинетички импактор дизајниран да преусмери астероид, што је показало обећавајуће резултате у мисији НАСА ДАРТ. Што се тиче нуклеарне технологије, покренуте су симулације које анализирају могућност коришћења енергије неутрона коју емитује нуклеарни уређај за преусмеравање астероида. Ове симулације су показале обећавајуће резултате, при чему је једна студија утврдила да повећање излазне енергије неутрона има значајан утицај на угао кретања астероида. Међутим, до априла 2023. године није било практичног теста који би проучио ову могућност.

### Кинетички удар
Удар масивног објекта, као што је летелица или чак други објекат близу Земље, још једно је могуће решење за надолазећи удар NEO-а. Објекат велике масе близу Земље могао би се послати на путању судара са астероидом, избацујући га са курса.
Када је астероид још увек далеко од Земље, средство за скретање астероида је директна промена његовог момента сударањем летелице са астероидом.
Анализа НАСА-е о алтернативама за скретање, спроведена 2007. године, навела је:
Ненуклеарни кинетички импактори су најзрелији приступ и могли би се користити у неким сценаријима скретања/ублажавања, посебно за NEO-е који се састоје од једног малог, чврстог тела.
Ова метода одступања, коју је применио ДАРТ и, за потпуно другачију сврху (анализу структуре и састава комете), НАСА-ина сонда Дип импакт, укључује лансирање летелице против објекта близу Земље. Брзина астероида се мења због закона одржања момента:
где је V1 брзина летелице, V2 брзина небеског тела пре удара, а V3 брзина након удара. M1 и M2 су масе летелице и небеског тела. Брзине су овде вектори.
Мисија NEOShield-2 Европске уније такође првенствено проучава методу ублажавања помоћу кинетичког импактора. Принцип методе ублажавања кинетичким импактором је да се NEO или астероид скрене након удара импакторске летелице. Користи се принцип преноса момента, пошто се импактор судара са NEO-ом великом брзином од 10 km/s (36.000 km/h; 22.000 mph) или више. Момент импактора се преноси на NEO, изазивајући промену брзине и стога га мало одступа са курса.
Од средине 2021. године, одобрена је модификована мисија АИДА. НАСА-ина летелица са кинетичким импактором ДАРТ (DART) лансирана је у новембру 2021. године. Циљ је био да удари у Диморфос (надимак Дидимун), месец мале планете пречника 180 m (590 ft) астероида близу Земље 65803 Дидимос. Удар се догодио у септембру 2022. године, када је Дидимос релативно близу Земље, што је омогућило земаљским телескопима и планетарном радару да посматрају догађај. Резултат удара биће промена орбиталне брзине, а тиме и орбиталног периода Диморфоса, за довољно велики износ да се може измерити са Земље. Ово ће по први пут показати да је могуће променити орбиту малог астероида пречника 200 m (660 ft), отприлике величине која ће највероватније захтевати активно ублажавање у будућности. Лансирање и употреба система Дабл астероид ридајрекшн тест у марту 2023. године показали су свету да се астероиди могу безбедно преусмерити без употребе нуклеарних средстава. Други део мисије АИДА—ЕСА-ина летелица ХЕРА—одобрен је од стране држава чланица ЕСА у октобру 2019. године. Она би стигла до система Дидимос 2026. године и измерила и масу Диморфоса и тачан ефекат удара на то тело, омогућавајући много бољу екстраполацију мисије АИДА на друге мете.

### Гравитациони трактор за астероиде
Још једна алтернатива експлозивном скретању је полако померање астероида током времена. Мали али константан потисак се акумулира да би се објекат довољно одступио од своје путање. Едвард Т. Лу и Стенли Г. Лав су предложили коришћење масивне беспилотне летелице која лебди изнад астероида да би га гравитационо повукла у неопасну орбиту. Иако се оба објекта гравитационо привлаче, летелица може да се супротстави сили према астероиду, на пример, јонским потисником, тако да би нето ефекат био да се астероид убрзава према летелици и тиме благо одступа од своје орбите. Иако спор, овај метод има предност што функционише без обзира на састав или брзину ротације астероида; астероиде од крша би било тешко скренути нуклеарним детонацијама, док би уређај за гурање било тешко или неефикасно монтирати на брзо ротирајући астероид. Гравитациони трактор би вероватно морао да проведе неколико година поред астероида да би био ефикасан.
Анализа НАСА-е о алтернативама за скретање, спроведена 2007. године, навела је:
Технике ублажавања „спорог гурања“ су најскупље, имају најнижи ниво техничке спремности, а њихова способност да путују до претећег NEO-а и скрену га била би ограничена осим ако су могуће мисије у трајању од много година до деценија.

### Скретање јонским снопом
Још једна „бесконтактна“ техника скретања астероида укључује употребу јонског потисника ниске дивергенције усмереног на астероид са оближње лебдеће летелице. Момент који преносе јони који допиру до површине астероида производи спору али континуирану силу која може скренути астероид на сличан начин као гравитациони трактор, али са лакшом летелицом.

### Фокусирана соларна енергија
Х. Џ. Мелош са И. В. Немчиновим предложио је скретање астероида или комете фокусирањем соларне енергије на његову површину како би се створио потисак од насталог испаравања материјала. Ова метода би прво захтевала изградњу свемирске станице са системом великих сабирних, конкавних огледала сличних онима који се користе у соларним пећима.
Ублажавање орбите високо концентрованом сунчевом светлошћу је скалабилно за постизање унапред одређеног скретања у року од годину дана чак и за тело које представља глобалну претњу без продуженог времена упозорења. Таква убрзана стратегија може постати актуелна у случају касног откривања потенцијалне опасности, а такође, ако је потребно, у пружању могућности за неку додатну акцију. Конвенционални конкавни рефлектори су практично неприменљиви за геометрију високе концентрације у случају џиновске мете која заклања, а која се налази испред огледалске површине. Ово је првенствено због драматичног ширења фокусних тачака огледала на мети услед оптичке аберације када оптичка оса није поравната са Сунцем. С друге стране, позиционирање било ког колектора на удаљености од мете много већој од његове величине не даје потребан ниво концентрације (а тиме и температуру) због природне дивергенције сунчевих зрака. Таква принципијелна ограничења су неизбежна на било којој локацији у односу на астероид једног или више незаклоњених напред-рефлектујућих колектора. Такође, у случају употребе секундарних огледала, сличних онима у Касегреновим телескопима, била би подложна топлотном оштећењу од делимично концентрисане сунчеве светлости са примарног огледала.
Да би се уклонила наведена ограничења, В. П. Васиљев је предложио примену алтернативног дизајна огледалског колектора – прстенастог концентратора. Овај тип колектора има фокусно подручје налик сочиву са доње стране, што избегава заклањање колектора од стране мете и минимизира ризик од његовог прекривања избаченим остацима. Под условом концентрације сунчеве светлости од приближно 5 × 103 пута, површинска ирадијанса од око 4-5 MW/m2 доводи до потисног ефекта од око 1.000 N (200 lbf). Интензивна аблација ротирајуће површине астероида испод фокусне тачке довешће до појаве дубоког „кањона“, што може допринети формирању одлазећег тока гаса у млазни ток. Ово може бити довољно за скретање астероида од 05 km (3 mi) у року од неколико месеци и без додатног периода упозорења, користећи само прстенасти колектор величине око половине пречника астероида. За тако брзо скретање већих NEO-а, 13 to 22 km (8,1 to 13,7 mi), потребне величине колектора су упоредиве са пречником мете. У случају дужег времена упозорења, потребна величина колектора може се значајно смањити.

### Масовни избацивач
Масовни избацивач је (аутоматизовани) систем на астероиду за избацивање материјала у свемир, чиме се објекту даје спор, стабилан потисак и смањује његова маса. Масовни избацивач је дизајниран да ради као систем са веома ниским специфичним импулсом, који генерално користи много горива, али веома мало снаге. Ово у суштини користи астероид против самог себе како би се спречио судар.
Модуларни чвор за избацивање у мисији скретања астероида (Modular Asteroid Deflection Mission Ejector Node, MADMEN) је идеја о слетању малих беспилотних возила као што су свемирски ровери да разбију мале делове астероида. Користећи бушилице за разбијање малих стена и громада са површине, остаци би се врло брзо избацивали са површине. Пошто на астероид не делују никакве силе, ове стене ће гурати астероид са курса веома спором брзином. Овај процес захтева време, али би могао бити веома ефикасан ако се правилно примени. Идеја је да када се користи локални материјал као гориво, количина горива није толико важна колико количина снаге, која ће вероватно бити ограничена.

### Конвенционални ракетни мотор
Постављање било ког уређаја за погон летелице имало би сличан ефекат давања потиска, могуће присиљавајући астероид на путању која га удаљава од Земље. Ракетни мотор у свемиру који је способан да испоручи импулс од 106 N·s (нпр. додавање 1 km/s возилу од 1000 kg), имаће релативно мали ефекат на релативно мали астероид који има масу отприлике милион пута већу. Бела књига Чапмана, Дурде и Голда израчунава скретања користећи постојеће хемијске ракете испоручене на астероид.
Такви ракетни мотори са директном силом се обично предлажу да користе високо ефикасан електрични погон летелице, као што су јонски потисници или VASIMR.

### Ласерска аблација астероида
Слично ефектима нуклеарног уређаја, сматра се могућим фокусирати довољно ласерске енергије на површину астероида да би се изазвало брзо испаравање / аблација како би се створио импулс или да би се аблацијом уклонила маса астероида. Овај концепт, назван ласерска аблација астероида, артикулисан је у белој књизи SpaceCast 2020 из 1995. године под називом „Припрема за планетарну одбрану“, и у белој књизи Air Force 2025 из 1996. године „Планетарна одбрана: Катастрофално здравствено осигурање за планету Земљу“. Ране публикације укључују концепт „ORION“ К. Р. Фипса из 1996. године, монографију пуковника Џонатана В. Кембела из 2000. године „Коришћење ласера у свемиру: Уклањање орбиталног отпада ласером и скретање астероида“, и НАСА-ин концепт Система за заштиту од комета и астероида (CAPS) из 2005. године. Типично, такви системи захтевају значајну количину енергије, као што би била доступна из сателита за соларну енергију у свемиру.
Још један предлог је DE-STAR Филипа Лубина:
- Пројекат DE-STAR,[133] који су предложили истраживачи са Универзитета Калифорније, Санта Барбара, је концепт модуларног ласерског низа на соларни погон, таласне дужине 1 μm, близу инфрацрвеног. Дизајн предвиђа да низ на крају буде величине око 1 km квадратни, при чему модуларни дизајн значи да би се могао лансирати у деловима и састављати у свемиру. У својим раним фазама као мали низ, могао би да се носи са мањим метама, помаже сондама са соларним једрима и такође би био користан у чишћењу свемирског отпада.

### Остали предлози
- Умотавање астероида у плочу од рефлектујуће пластике, као што је алуминизовани PET филм, као соларно једро.
- „Бојење“ или посипање објекта титанијум-диоксидом (бело) да би се променила његова путања путем повећаног рефлектованог притиска зрачења, или чађу (црно) да би се променила његова путања путем ефекта Јарковског.
- Планетарни научник Јуџин Шумејкер је 1996. године предложио[134] скретање потенцијалног импактора ослобађањем облака паре на путању објекта, надајући се да ће га благо успорити. Ник Сабо је 1990. године скицирао[135] сличну идеју, „кометно аерокочење“, циљање комете или ледене конструкције на астероид, а затим испаравање леда нуклеарним експлозивима да би се формирала привремена атмосфера на путањи астероида.
- Кохерентни низ копача[136][137] вишеструки једнотонски равни трактори способни да копају и избацују масу тла астероида као кохерентни низ фонтана, координисана активност фонтана може покретати и скретати током година.
- Причвршћивање ужета и баластне масе на астероид да би се променила његова путања променом његовог центра масе.[138]
- Компресија магнетног флукса за магнетно кочење и/или хватање објеката који садрже висок проценат метеорског гвожђа постављањем широког намотаја жице на његову орбиталну путању, а када прође кроз њу, индуктивност ствара електромагнетни соленоид.[139][140]

## Забринутост у вези са технологијом скретања
Карл Сејган, у својој књизи Бледа плава тачка, изразио је забринутост због технологије скретања, напомињући да би било која метода способна да скрене импакторе даље од Земље такође могла бити злоупотребљена за преусмеравање неопасних тела према планети. С обзиром на историју геноцидних политичких лидера и могућност бирократског прикривања правих циљева било ког таквог пројекта већини његових научних учесника, он је проценио да је Земља у већем ризику од удара изазваног човеком него од природног. Сејган је уместо тога предложио да се технологија скретања развија само у стварној хитној ситуацији.
Све технологије скретања са ниском испоруком енергије имају инхерентну фину контролу и способност управљања, што омогућава додавање тачно одређене количине енергије за усмеравање астероида који је првобитно био намењен само за блиски пролазак ка специфичној мети на Земљи.
Према бившем астронауту НАСА-е Растију Швајкарту, метода гравитационог трактора је контроверзна јер би се током процеса промене путање астероида тачка на Земљи где би највероватније могао ударити полако померала преко различитих земаља. Тако би претња за целу планету била минимизирана на рачун безбедности неких одређених држава. По Швајкартовом мишљењу, избор начина на који би астероид требало „вући“ био би тешка дипломатска одлука.
Анализа неизвесности укључене у нуклеарно скретање показује да способност заштите планете не подразумева способност циљања планете. Нуклеарна експлозија која мења брзину астероида за 10 метара у секунди (плус или минус 20%) била би адекватна да га избаци из орбите која погађа Земљу. Међутим, ако би неизвесност промене брзине била већа од неколико процената, не би било шансе да се астероид усмери на одређену мету.
Поред тога, постоје правне забринутости у вези са лансирањем нуклеарне технологије у свемир. Године 1992, Уједињене нације су усвојиле резолуцију која предвиђа строга правила у вези са слањем нуклеарне технологије у свемир, укључујући спречавање контаминације свемира као и заштиту свих грађана на Земљи од потенцијалних падавина. Од 2022. године, УН и даље разматрају безбедносна и правна питања лансирања предмета на нуклеарни погон у свемир, посебно с обзиром на ширење поља свемирских путовања како све више приватних организација учествује у модерној свемирској трци. Комитет УН за мирољубиво коришћење свемира недавно је нагласио поенту претходне резолуције, рекавши да је одговорност држава чланица да осигурају безбедност свих у вези са нуклеарном енергијом у свемиру.

## Хронологија планетарне одбране
- У својој књизи из 1964. године, Острва у свемиру, Дендриџ М. Кол и Доналд В. Кокс су указали на опасности од удара планетоида, како оних који се дешавају природно, тако и оних који би могли бити изазвани са непријатељском намером. Залагали су се за каталогизацију малих планета и развој технологија за слетање, скретање или чак хватање планетоида.[145]
- Године 1967, студенти на одсеку за аеронаутику и астронаутику на МИТ-у урадили су студију дизајна, „Пројекат Икар“, мисије за спречавање хипотетичког удара астероида 1566 Икар на Земљу.[94] Пројекат дизајна је касније објављен у књизи МИТ Преса[95] и добио је значајну пажњу, први пут доводећи удар астероида у жижу јавности.[93]
- Током 1980-их, НАСА је проучавала доказе о прошлим ударима на планету Земљу и ризик да се то догоди на тренутном нивоу цивилизације. То је довело до програма праћења који мапира објекте у Сунчевом систему који пресецају Земљину орбиту и довољно су велики да изазову озбиљну штету ако ударе.
- Током 1990-их, амерички Конгрес је одржао саслушања како би размотрио ризике и шта треба предузети у вези са њима. То је довело до годишњег буџета од 3 милиона долара за програме као што су Спејсгард и програм објеката близу Земље, којима управљају НАСА и УСАФ.
- Године 2005, један број астронаута је објавио отворено писмо преко Удружења истраживача свемира позивајући на заједнички напор за развој стратегија за заштиту Земље од ризика космичког судара.[146]
- Године 2007. процењено је да постоји око 20.000 објеката способних да пређу Земљину орбиту и довољно великих (140 метара или већих) да изазову забринутост.[147] У просеку, један од њих ће се сударити са Земљом сваких 5.000 година, осим ако се не предузму превентивне мере.[148] Предвиђало се да ће до 2008. године 90% таквих објеката пречника 1 км или више бити идентификовано и праћено. Даљи задатак идентификације и праћења свих таквих објеката од 140 м или већих очекивао се да буде завршен око 2020. године.[148] До априла 2018. године, астрономи су уочили више од 8.000 астероида близу Земље који су широки најмање 460 feet (140 metres) и процењује се да око 17.000 таквих астероида близу Земље остаје неоткривено.[149] До 2019. године, број откривених астероида близу Земље свих величина износио је више од 19.000. У просеку се сваке недеље дода 30 нових открића.[150]
- Каталина скај сурвеј[151] (CSS) је један од четири НАСА-ина финансирана програма за спровођење мандата Конгреса САД из 1998. године да се до краја 2008. године пронађе и каталогизује најмање 90 процената свих објеката близу Земље (NEO) већих од 1 километра. CSS је открио преко 1150 NEO-а у периоду од 2005. до 2007. године. Током овог прегледа, 20. новембра 2007. године, открили су астероид, означен као 2007 WD5, за који се у почетку процењивало да има шансу да удари у Марс 30. јануара 2008. године, али су даља посматрања током наредних недеља омогућила НАСА-и да искључи удар.[152] НАСА је проценила блиски пролазак на 26,000 km (16,156 mi).[153]
- У јануару 2012, након блиског проласка објекта 2012 BX34, истраживачи из Русије, Немачке, Сједињених Држава, Француске, Британије и Шпаније објавили су рад под називом „Глобални приступ ублажавању претње од удара објеката близу Земље“, који разматра пројекат „NEOShield“.[154]
- У новембру 2021, НАСА је покренула програм са другачијим циљем у погледу планетарне одбране. Многе уобичајене методе које су раније постојале имале су за циљ потпуно уништење астероида. Међутим, НАСА и многи други су веровали да је ова метода превише непоуздана, па су финансирали мисију Дабл астероид ридајрекшн тест (ДАРТ). Ова мисија је лансирала малу беспилотну летелицу да се судари са астероидом како би га разбила или скренула стену даље од Земље.[155]
- У јануару 2022. године, Систем за последње упозорење на удар астероида на Земљу (ATLAS) финансиран од стране НАСА-е — најсавременији систем за детекцију астероида којим управља Институт за астрономију Универзитета на Хавајима (УХ) за Канцеларију за координацију планетарне одбране (PDCO) агенције — достигао је нову прекретницу поставши први програм који је способан да претражује цело тамно небо свака 24 сата у потрази за објектима близу Земље (NEO) који би могли представљати будућу опасност од удара за Земљу. Сада састављен од четири телескопа, ATLAS је проширио свој домет на јужну хемисферу са два постојећа телескопа на северној хемисфери на Халеакали и Мауналои на Хавајима, укључујући две додатне опсерваторије у Јужној Африци и Чилеу.[156]
- Од 1. марта 2023. године, имамо доказ од НАСА-е да ДАРТ заиста функционише. Био је успешан и у циљању и у остваривању контакта са астероидом који се креће великом брзином и успео је да преусмери његову путању. Ови подаци су показали да можемо успешно померити астероид пречника до пола миље.[157]

## Извори
Овај чланак садржи материјал у јавном власништву из документа Националне аеронаутичке и свемирске администрације („NASA, SpaceX Launch DART: First Planetary Defense Test Mission”) аутора Linda Herridge (приступљено: 24. 8. 2022.).